# Бекжанов, Айдар Булатулы
Айдар Булатович Бекжанов (каз. Айдар Булатұлы Беқжанов; род.20 мая 1993 года) — казахстанский конькобежец, участник зимней Олимпиады — 2010, зимней Олимпиады — 2014, бронзовый призёр зимней Азиады — 2011.

## Биография
А. Б. Бекжанов родился в Актобе, но в раннем детстве семья переехала в Уральск, где Айдар и занялся
конькобежным спортом.
На зимней Олимпиаде в Ванкувере выступал в шорт-треке на двух дистанциях. На 500-метровой дистанции был дисквалифицирован, на 1000-метровой — 28-й.
На зимней Олимпиаде в Сочи выступал в шорт-треке на двух дистанциях. На 1500-метровой — 29-й, выступил в эстафете на 5000 м. (4 место в полуфинале).
На соревнованиях зимней Азиады — 2011, проходивших на
высокогорном катке «Медео» казахстанская четверка стала третьей в эстафете.